# Tichvin
Tichvin (Russisch: Тихвин) is een stad in de Russische oblast Leningrad. Het is gelegen aan de rivier de Tichvinka, op ruim 200 kilometer ten oosten van Sint-Petersburg. Er wonen ongeveer 61.700 mensen (schatting 2006). Het is tevens de grootste stad en het bestuurlijk centrum van het gelijknamige gemeentelijke district. Het ligt aan de spoorlijn Sint-Petersburg - Vologda.

## Geschiedenis
De oudste schriftelijke overlevering over Tichvin dateert uit 1383. Vanaf 1773 heeft het de status van stad. Tichvin is bekend van de icoon van de Heilige Maagd Maria. Deze bevindt zich in het Oespenski-klooster (uit 1560), dat gebouwd werd in opdracht van Ivan de Verschrikkelijke. In de 15e en 16e eeuw was Tichvin een belangrijk religieus centrum in Noordwest-Rusland (Sint-Petersburg werd namelijk pas gesticht in 1703).
Van 8 november tot 9 december 1941 was Tichvin bezet door de Duitsers. Dit was onderdeel van een (mislukt) plan om Leningrad van het Ladogameer af te sluiten.
Verreweg de bekendste bewoner die Tichvin ooit heeft voortgebracht, is de componist Nikolaj Rimski-Korsakov (1844-1908). In zijn voormalige huis is tegenwoordig een museum aan hem gewijd.

## Economie
Tijdens de Sovjet-Unie was de grootste werkgever van Tichvin een zware machinefabriek, waar onder andere tractoren werden gemaakt. Bij Transmash, een onderdeel van het staatsbedrijf Kirovski Zovad, werkten in de hoogtijdagen zo'n 20.000 mensen. Tegenwoordig werken de meeste inwoners in een zuivelfabriek, de vleesverwerkende industrie en in een productielocatie van Ikea.

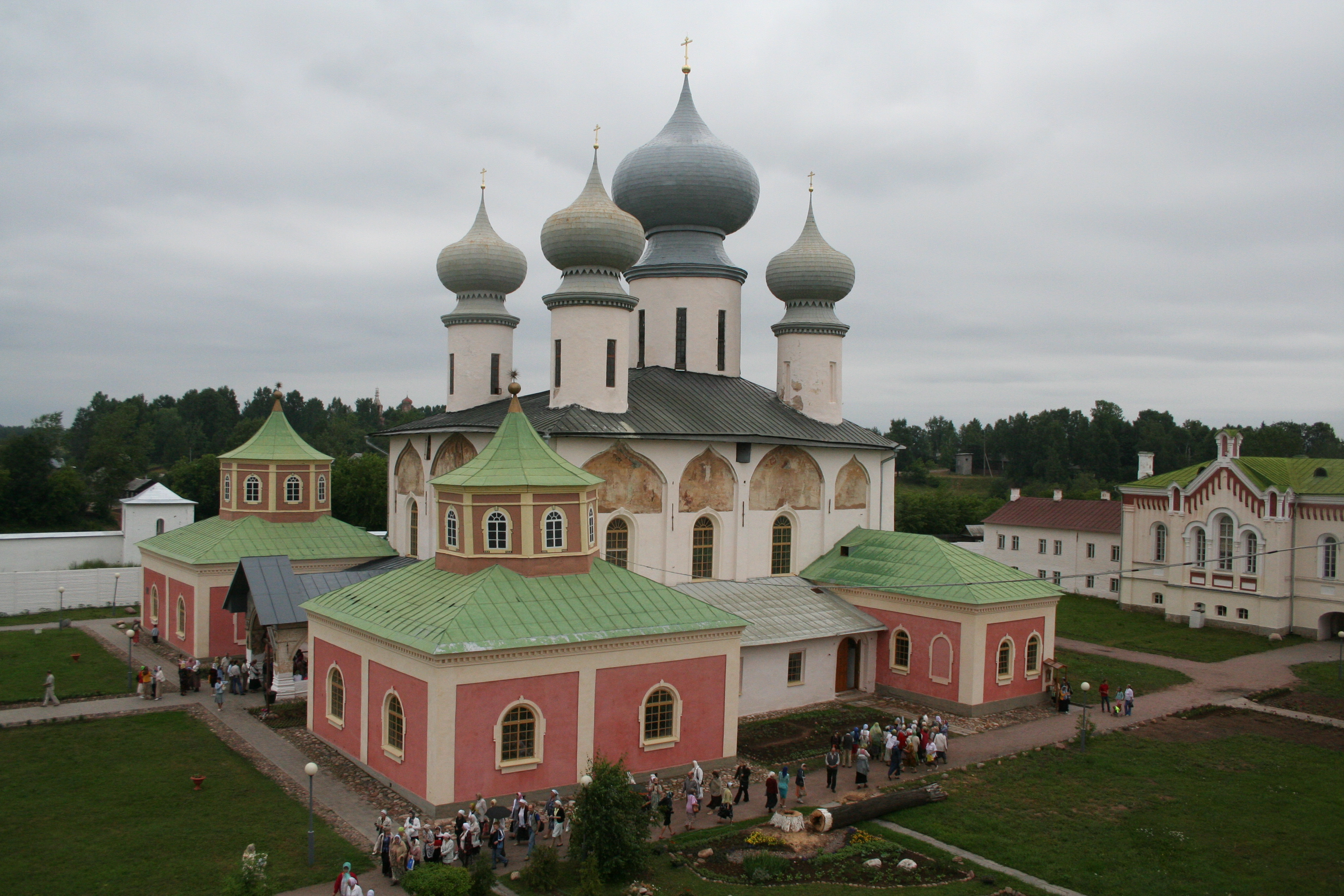
Tichvin-Mariahemelvaartskathedraal bij het Mariahemelvaartsklooster

## Geboren
- Nikolaj Rimski-Korsakov (1844-1908), componist